# Карл Марија фон Вебер
Карл Марија Фридрих Ернст фон Вебер (Ојтин, 18. новембар 1786 — Лондон, 5. јун 1826) је био немачки композитор, диригент и пијаниста. Стварао је у духу епохе романтизма. Важи за творца немачке националне опере.
Отац Карла Марије, Франц Антон Вебер, био је стриц Моцартове жене Констанце и сопрана Алојзије Вебер. Његова мајка, Геновева Вебер, била је оперска певачица.
Од 1813. до 1816. Карл Марија фон Вебер је радио као директор опере у Прагу, а од 1817. управљао је краљевском опером у Дрездену.

## Дела

### Опере
- Петер Шмол и његови суседи, UA 1802; либрето: Јозеф Тирк
- Силвана, UA 1810; либрето: Франц Карл Химер
- Абу Хасан, UA 1811; либрето: Франц Карл Химер
- Прециоза, UA 1821; либрето: Пије Александер Волф (по мотивима Сервантеса)
- Чаробни стрелац оп. 77 J. 277, UA 1821; либрето: Јохан Фридрих Кинд
- Три Пинтоса, настала око 1821–1824; оперу је комплетирао Густав Малер
- Еуријанта op. 81 J. 291, UA 1823; либрето: Хелмина фон Чези
- Оберон или заклетва Краља вилењака J. 306, UA 1826; либрето: Џејмс Робинсон Планше

### Духовна музика
- Missa sancta бр. 1 у Es-дуру, J. 224 (1818)
- Missa sancta бр. 2 у G-дуру, оп. 76 J. 251 (1818-19)

### Вокална дела уз оркестарску пратњу
- Кантата Der erste Ton (Први тон) за хор и оркестар, оп. 14 J. 58 (1808 / revidiert 1810)
- Рецитал и рондо Il momento s'avvicina (Тренутак се ближи) за сопран и оркестар, оп. 16 J. 93 (1810)
- Химна In seiner Ordnung schafft der Herr (Ред ствара Бог) за солисте, хор и оркестар, оп. 36 J. 154 (1812)
- Кантата Kampf und Sieg (Борба и победа) за солисте, хор и оркестар, оп. 44 J. 190 (1815)
- Сцена и арија Misera me! за сопран и оркестар, оп. 50 J. 121 (1811)
- Јубиларна кантата за прославу 50. година владавине краља Саксоније Фридриха Августа I, за солисте, хор и оркестар, оп. 58 J. 244 (1818)

### Концерти
- Кончертино за обоу и дуваче
- Клавирски концерт бр. у 1 C-дуру, оп. 11 J. 98 (1810)
- Клавирски концерт бр. у 2 Es-дуру, оп. 32 J. 155 (1812)
- Концерт за фагот у F-дуру оп. 75 J. 127 (1811. / ревидиран 1822)
- Концерт за кларинет бр. 1 у f-молу, оп. 73 J. 114 (1811)
- Концерт за кларинет бр. 2 у Es-дуру, оп. 74 J. 118 (1811)
- Велики порпури за чело и оркестар у D-дуру, оп. 20 J. 64 (1808)
- Кончертино за кларинет и оркестар у c-молу, оп. 26 J. 109 (1811)
- Концертни став за хорну и оркестар у e-молу, оп. 45 J. 188 (1815)
- Концертни став за клавир и оркестар у f-молу, оп. 79 J. 282 (1821)
- Сицилијанска романса за флауту и оркестар, J. 47 (1805)
- Шест варијација на тему A Schüsserl und a Reind'rl за алт-виолу и оркестар, J. 49 (1800. / ревидиране 1806)
- Мађарски анданте и рондо за алт-виолу и оркестар, J. 79 (1809)
- Варијације за виолончело и оркестар у d-молу, J. 94 (1810)
- Адађо и рондо за хармоникорд и оркестар у F-дуру. J. 115 (1811)
- Мађарски анданте и рондо за фагот и оркестар у c-молу, оп. 35 J. 158 (1813)

### Оркестарска дела
- Симфонија бр. 1 у C-дуру оп. 19 J. 50 (1807)
- Симфонија бр.2 у C-дуру J. 51 (1807)
- Увертира за оперу Петер Шмол оп. 8 J. 54 (1807)
- Увертира Господар духова оп. 27 J. 122 (1811)
- Јубилеј-увертира оп. 59 J. 245 (1818)
- Музика за представу Турандот оп. 37 J. 75 (1809)
- Музика за представу Прециоза оп. 78 J. 279 (1820/22)

### Камерна музика
- Шест виолинских соната оп. 10 Six Sonates progressives pour le Pianoforte avec Violon obligé dédiées aux Amateurs J. 99–104 (1810)
- Девет варијација на норвешку тему за виолину и клавир оп. 22 J. 61 (1808)
- Седам варијација за кларинет и клавир оп. 33 J. 128 (1811)
- Велики концертни дуо за кларинет и клавир у Es-дуру оп. 48 J. 204 (1816)
- Диверименто асаи фачиле за гитару и клавир у C-дуру оп. 38 J. 207 (1816/17)
- Трио за флауту, виолончело и клавир у g-молу оп. 63 J. 259 (1819)
- Клавирски квартет у B-дуру J. 76 (1806/09)
- Кларинетски квинтет у B-дуру оп. 34 J. 182 (1815)

### Клавирска музика
- Клавирска соната бр. 1 у C-дуру, оп. 24 J. 138 (1812)
- Клавирска соната бр. 2 у As-дуру, оп. 39 J. 199 (1816)
- Клавирска соната бр. 3 у d-молу, оп. 49 J. 206 (1816)
- Клавирска соната бр. 4 у e-молу, оп. 70 J. 287 (1822)
- Шест малих фуга, оп. 1 J. 1–6 (1798)
- Моменто капричозо у B-дуру, оп. 12 J. 56 (1808)
- Велика полонеза у Es-дуру, оп. 21 J. 59 (1808)
- Бриљантни рондо у Es-дуру, оп. 62 J. 252 (1819)
- „Позив на плес“ у Des-дуру, оп. 65 J. 260 (1819)
- „Polacca brillante“ E-дур, оп. 72 J. 268 (1819)
- 12 Allemanden оп. 4 J. 15–26 (1801)
- Шест варијација на оригиналну тему, оп. 2 J. 7 (1800)
- Осам варијација на тему опата Фоглера, оп. 5 J. 40 (1804)
- Шест варијација, оп. 6 J. 43 (1804)
- Седам варијација на тему Vien quà, Dorina bella (Приђи, лепа Дорино), оп. 7 J. 53 (1807)
- Седам варијација на оригиналну тему, оп. 9 J. 55 (1808)
- Седам варијација на романсу A peine au sortir de l'enfance, оп. 28 J. 141 (1812)
- Варијације на музику Schöne Minka (Лепа Минка), оп. 40 J. 179 (1815)
- Седам варијација на циганску мелодију, оп. 55 J. 219 (1817)
- Шест комада за клавир у 4 руке, оп. 3 J. 9–14 (1801)
- Шест комада за клавир у 4 руке, оп. 10 J. 81–86 (1809)
- Осам комада за клавир у 4 руке, оп. 60 J. 248, 264, 253, 242, 236, 265, 266, 254 (1819)